# David Helfgott
David Helfgott (Melbourne, Australië, 19 mei 1947) is een Australische pianist. Hij is zowel bekend door zijn schizoaffectieve stoornis als door zijn pianospel.

## Biografie

### Vroege jaren
Helfgott had Pools-Joodse ouders. Hij werd bekend als wonderkind nadat zijn vader hem de eerste beginselen van het pianospel had bijgebracht. Hij studeerde bij Frank Arndt in Perth en won diverse lokale muziekwedstrijden, soms alleen, soms met zijn oudere zuster Margaret Helfgott.
Toen David 14 jaar was toonden diverse mensen interesse in hem, zoals de uit Perth afkomstige componist James Penberthy en de schrijver Katharine Susannah Prichard. Zij verzamelden geld om Helfgott in de Amerika te laten studeren. Zijn vader verbood hem dat echter, omdat hij nog niet zelfstandig kon wonen en werken en waarschijnlijk mede omdat zijn vader de mentale handicap een probleem vond.

### Studie in Londen en ziekte
Toen Helfgott 19 was, won hij een beurs om in Londen aan het Royal College of Music te studeren, voor een periode van drie jaar. Daar kreeg hij les van pianist Cyril Smith.
Gedurende zijn tijd in Londen werden de tekenen van zijn psychische aandoening steeds duidelijker. Zijn Australische dokter, Chris Reynolds, die hij twintig jaar later leerde kennen, zei dat hij aan acute angststoornis leed. Helfgott keerde terug naar Perth in 1970 en trouwde met zijn eerste vrouw Clara in 1971. Hij nam ook deel aan diverse concerten voor de Australian Broadcasting Corporation. Nadat het huwelijk op de klippen liep werd hij opgenomen in Graylands, een inrichting in Perth. De tien jaren die volgden stonden in het teken van psychiatrische behandelingen, medicatie en elektroshocktherapie.
In 1984, nadat Helfgott enige jaren in een wijnlokaal, genaamd Riccardo's, had gespeeld, ontmoette hij de astrologe Gillian Murray, met wie hij een paar maanden later trouwde. Hij pakte zijn carrière als pianist weer op en verzorgde tussen 1980 en 1990 concerten in zowel Australië als Europa. In 1994 speelde hij in Rusland. Vele critici en liefhebbers van klassieke muziek vinden dat zijn uitvoeringen technisch kunnen tekortschieten en dat de aandacht die hij kreeg (onder meer door de film Shine) overdreven was.

### Huidige carrière
Helfgott speelt doorgaans romantische muziek van onder andere Modest Moessorgski, Sergej Rachmaninov, Frédéric Chopin, Franz Liszt, Robert Schumann en Nikolaj Rimski-Korsakov. Zijn opnamen en concerten, in het bijzonder die met Rachmaninovs derde pianoconcert, werden bekritiseerd als "bleek, vol fouten en onsamenhangend".
In december van 1999 opende David Helfgott de conferentie "Geniuses, Savants and Prodigies" van Allan Snyders Centre for the Mind. In hetzelfde jaar deed Helfgott mee aan het album Neon Ballroom van rockformatie Silverchair. Hij speelde in de eerste track, Emotion Sickness. Ben Gillies, de drummer van Silverchair, noemde deze bijdrage één der mooiste dingen die hij ooit een musicus heeft zien doen, omdat Helfgott de briljante en lastige pianopartij aan dit lied toevoegde. Dit arrangement was gemaakt door Larry Muhoberac. Dit lied wordt nog veel live gespeeld en kent vele fans.

## Persoonlijk leven
David Helfgott woont in "The Promised Land", een vallei nabij Bellingen in New South Wales, waar hij huisconcerten gaf. Zijn tweede vrouw Gillian overleed in 2022 op negentigjarige leeftijd.
Zijn andere interessen omvatten katten, schaken, filosofie, tennis, zwemmen en fitness in het algemeen.

## Shine
Helfgotts leven inspireerde regisseur Scott Hicks tot het maken van de speelfilm Shine (1996) met Geoffrey Rush (die een Oscar kreeg voor de rol van David Helfgott), Noah Taylor en (in de rol van de vader) Armin Mueller-Stahl. In de soundtrack van de film is ook Helfgott zelf te horen in o.a. fragmenten uit het Derde pianoconcert van Rachmaninov. De film kreeg veel kritiek omdat hij niet volledig overeen zou stemmen met de werkelijkheid.

## Prijzen
- Nationaal Finalist van de ABC Instrumental and Vocal Competition (6 keer)
- Time for Peace
- Eredoctoraat Muziek aan de Edith Cowan University (Perth, West-Australië) - Westelijk Australische Akademie voor Uitvoerende Kunsten (WAAPA)
- Op 26 november 2006 kreeg David Helfgott een plek in de Australian Walk of Fame. Bij deze ceremonie speelde hij diverse klassieke stukken, waaronder Rachmaninovs pianobewerking van Rimski-Korsakovs De vlucht van de hommel.